# رابرت پری‌دی
رابرت پری‌دی (انگلیسی: Robert Priday; ۲۹ مارس ۱۹۲۵ – ۳۰ سپتامبر ۱۹۹۸) بازیکن فوتبال اهل آفریقای جنوبی بود.
از باشگاه‌هایی که در آن بازی کرده‌است می‌توان به باشگاه فوتبال بلکبرن روورز و باشگاه فوتبال لیورپول اشاره کرد.